# San Gregorio Magno (Kampanien)
San Gregorio Magno ist eine italienische Gemeinde mit 3892 Einwohnern (Stand 31. Dezember 2023) in der Provinz Salerno in der Region Kampanien. Sie ist Bestandteil der Comunità Montana Tanagro - Alto e Medio Sele.

## Geografie
Die Nachbargemeinden sind  Buccino, Colliano, Muro Lucano (PZ), Ricigliano und Romagnano al Monte. Die Ortsteile sind Filette, Forluso, Lavanghe und Teglia.

## Geschichte
Am 16. Dezember 2001 kamen bei einem Großbrand eines Pflegeheims für psychisch Kranke in San Gregorio Magno 19 Bewohner ums Leben.

## Persönlichkeiten
- Angelo Duca (1734–1784), Bandit

## Städtepartnerschaften
- Collegno – Italien
- Grugliasco – Italien
- Meldola – Italien